# Beleg van Grave (1586)
Het Beleg van Grave (1586), was tijdens de Tachtigjarige Oorlog een belegering op vestingstad Grave in het hertogdom Brabant vanaf januari dat jaar, door Mansfeld. Het lukte Leicester niet om veldheren Schenk en Hohenlohe succesvol Grave te laten ontzetten, ondanks kleine successen. Twee weken na Leicesters voorbarige overwinningsroes, gaf de jonge en nog onervaren baron Lubbert Torck de stad onverwachts bij verdrag over aan Parma op 7 juni 1586.

## Aanloop
Grave was een kleine maar sterke vestingstad die bezet was met slechts vier vendels voetvolk. Haar bezit was belangrijk omdat men vanuit Grave het hertogdom Gelre kon binnenvallen. Daarnaast zou men de Maas kunnen beheersen. Binnen Grave was men na geruchten over de komst van een Spaans leger al op zijn hoede. Zo had bevelhebber Lubbert Torck op 16 februari het bevel gegeven dat niemand na 20.00 uur 's avonds de straat op mocht zonder verlichting, na 21:00 uur helemaal niet meer op de straat komen.

## Geschiedenis

### Opwerpen van schansen door Mansfeld
Parma die heel goed het belang van Grave begreep, had al in januari het bevel gegeven aan Karel van Mansfeld om een beleg te slaan voor Grave. Er waren aan de overkant van de Maas vijf of zes schansen opgeworpen en een schipbrug die verbinding gaf aan een legerplaats. De schansen werden bezet met vijftienhonderd soldaten, Mansfeld zelf sloeg zijn kamp met de rest van de vijfduizend soldaten een halve mijl verderop. Er hadden schermutselingen plaatsgevonden tussen dit leger en troepen van Maarten Schenk, maar die wist de Spaanse troepen niet te verjagen. Ondanks scherpe voorzorgsmaatregelen was de stad bijna in handen gevallen van de Spanjaarden. Enkele officieren en soldaten met geldgebrek hadden heimelijk contact met de Spanjaarden gehad. Ze hadden het oogmerk om de stad bij verraad over te leveren. Tijdig kwamen deze plannen aan het licht, de mannen werden streng gestraft, een van hen kreeg de doodstraf. Dagelijks werden vanuit Grave uitvallen ondernomen tegen de Spanjaarden. Een maand later was binnen de stad schaarste aan levensmiddelen ontstaan. Op 6 maart werd een bevelschrift uitgevaardigd dat men verplicht was om overschotten te verkopen, tegen vastgestelde tarieven, op straffe van inbeslagneming, indien dit nagelaten werd.

### Slag in de storm

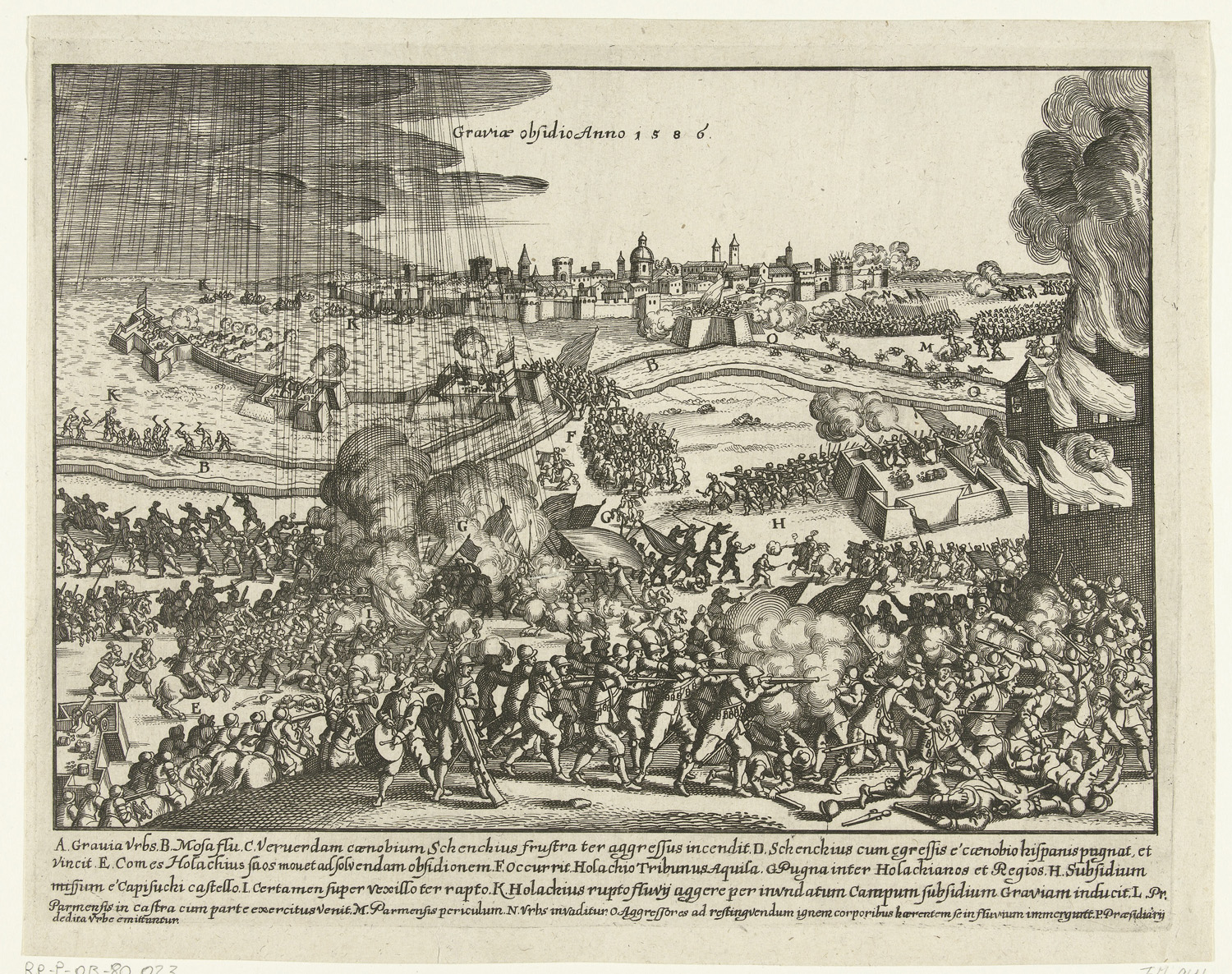
Links de slag in de storm met Hohenlo.(Collectie: Rijksmuseum Amsterdam)

Hohenlohe was op 9 april met drieduizend man naar Grave getogen en had de stad intussen met schuiten van levensmiddelen kunnen voorzien. Hij had de stenen Molenschans bezet welke door boeren uit de omgeving werd bewaakt. Deze werden overigens allemaal opgehangen nadat zij de spot hadden gedreven over de Engelse koningin Elizabeth. Leicester had al een poging tot ontzet gewaagd. Hohenlohe kwam nog een tweede keer proviand brengen en nam samen met de Engelse overste Norrits enkele kastelen en schansen in. Op kasteel Batenburg vonden zij sterke tegenstand, maar de oude muren van het slot waren niet meer zo sterk. Toen ze met het kanon op de muren schoten stortte een muur volledig in, waarna de Spanjaarden zich overgaven.
Mansfeld liet op nacht van 15 op 16 april een bestorming met drieduizend soldaten op de legerplaats uitvoeren. Twee stormen werden afgeslagen, maar de derde was succesvol. De verdedigers sloegen op de vlucht nagezeten door het 'Spaanse' regeringsleger. Tot hun geluk liepen zij in de armen van aankomende Staatse versterkingen. Hohenlo en John Norris liepen hun tegemoet aan het hoofd van vijfentwintighonderd Engelsen en Nederlanders. Vanaf dat moment waren de rollen omgekeerd. Op het moment dat de bondgenoten tot de aanval over wilden gaan op de Spanjaarden kwamen Spaanse versterkingen aangestormd. Zo gebeurde het dat twee even grote legers, van drieduizend man sterk, tegenover elkaar stonden. Er viel een zware regen er stond een stormachtige wind, het waterpeil van de Maas was hoog en wild. De legers stonden elkaar een tijdlang in stilte aan te kijken. ...Plotseling hakte men op elkaar in, het bloed vloeide net zo hard zoals de regen viel. Anderhalf uur lang. De storm was inmiddels toegenomen tot orkaankracht, wat uiteindelijk bepalend was voor het staken van de strijd. De Spanjaarden trokken zich terug. Met de slag waren honderdvijftig Hollanders en Engelsen, rond de vierhonderd Spanjaarden gesneuveld. Onder de Spanjaarden waren twee oversten en zeven kapiteins gedood, bovendien hadden ze een kanon buitgemaakt. Norrits was in zijn borst geraakt door een speer, Sir Johan Borowes was een vingertop kwijt. Hohenlohe gaf opdracht een dijk door te steken bij Ravenstein waardoor waterpeil in het omringende land rondom Grave zo erg steeg dat zij nu met boten de stad konden voorzien van voorraden, levensmiddelen en krijgsbehoeften. Hohenlohe liet daar een extra bezetting van vijfhonderd man achter met leeftocht voor een jaar. Het had er alle schijn van dat Mansfeld niet zou slagen in zijn beleg, Parma nam maatregelen.

### Overwinningsroes

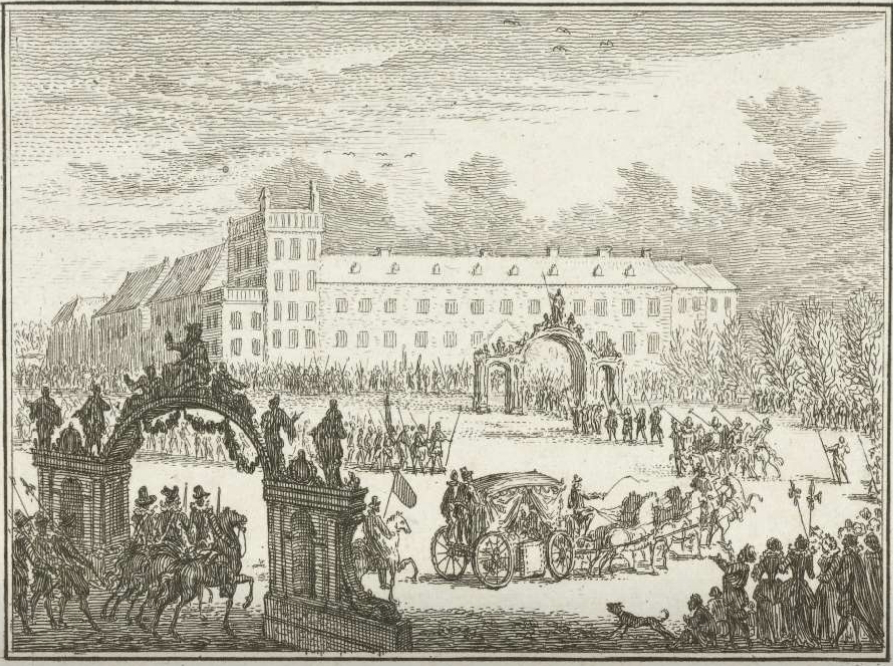
Aankomst van Leicester in Den Haag

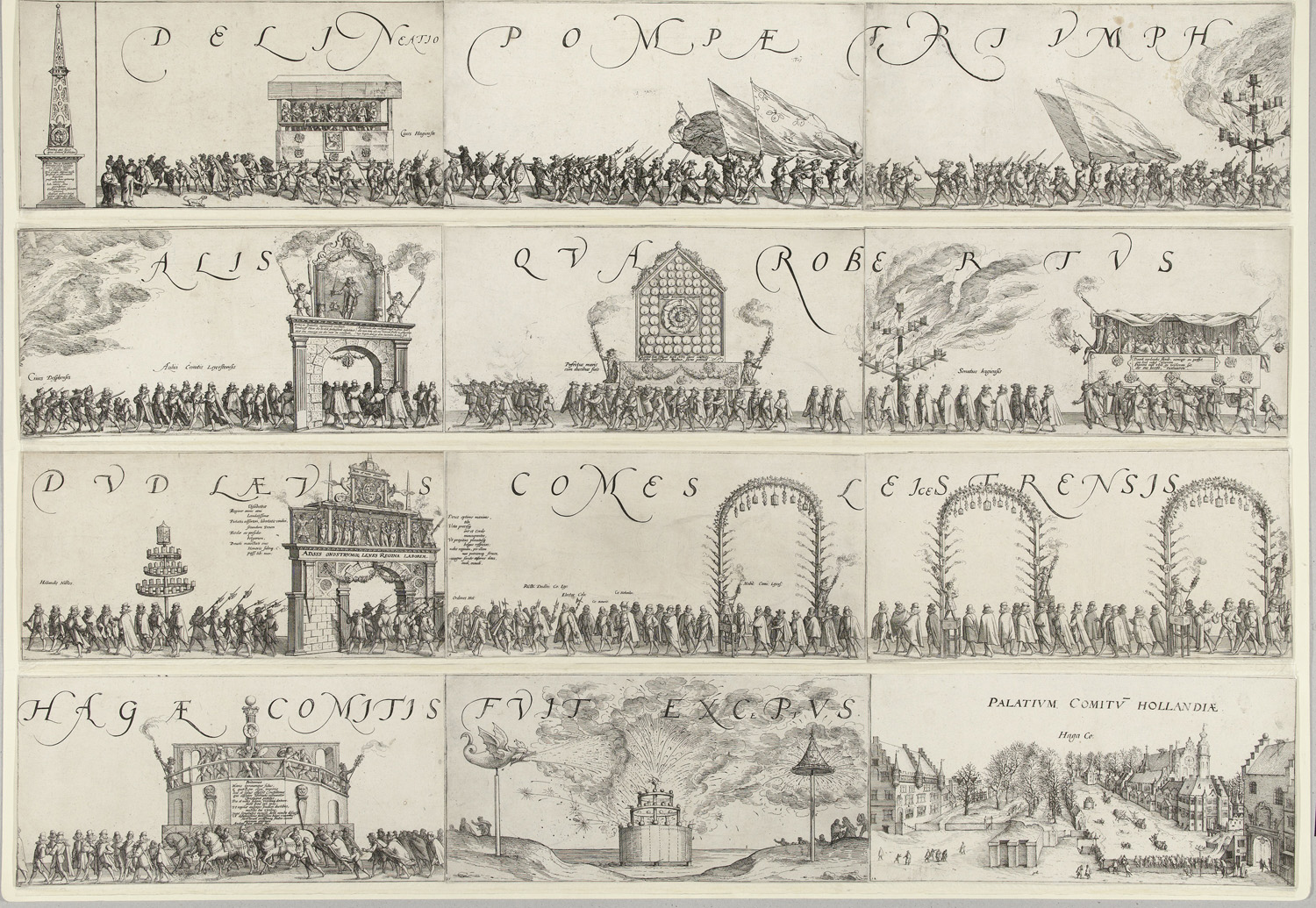
Feestelijke optocht van Leicester in Den Haag

Leicester was lovend over het resultaat van de slag, nog deze zomer zou de strijd met het Spaanse Rijk ten einde zijn. Hij was geen vriend van zijn landgenoot John Norris, maar hij prees hem op dit moment. Hij dweepte echter met Hohenlo aan wie alles te danken was. Hij beschouwde deze slag zo goed als gewonnen. Mocht Parma wraak willen nemen zou Leicester hem het land uitjagen, hij wilde hem op de voet volgen, al zijn ondernemingen verhinderen. Het zou spoedig Sint-Jorisdag zijn. Hij liet op 23 april in Utrecht een groot en uitbundig feest aanrichten om dit te vieren.
Zegepralend trok hij vanuit Den Haag naar Utrecht, onderweg zich tegoed doen aan de meest uitbundige feesten en maaltijden. In iedere plaats die hij aandeed werden toneelstukken opgevoerd, erebogen geplaatst. In Amsterdam werd hij vergeleken met Simson in zijn strijd tegen de Filistijnen. Bij aankomst in Utrecht werden feestelijkheden gehouden. Alle bruggen en schepen waren met lentebloemen versierd. Balkons waren met linten en vaandels versierd. Vanaf het gravenverblijf tot aan de Dom was de weg met een dubbele rij schutters afgezet met rode rozen op hun armen uitgedost in een wapenuitrusting. Trompetters in zilver en scharlaken, baronnen, ridders en hoofdofficieren, in goudlaken van allerlei kleuren. Onder de gasten waren Maurits van Oranje, de Raad van State, de keurvorst, pretendent van Portugal, hoge Engelsen, Agnes van Mansfeld, de prins van Chimay, de dochters van Willem van Oranje en andere adellijke dames. Aan tafel, nog voor het nemen van de eerste hap, kwam Maarten Schenk binnen.
Vers gewond, maar zegevierend van zijn plundering op Werl, nauwelijks geheeld van de lanssteken die hij had opgelopen tijdens het brengen van voedsel binnen Grave. Het feest werd nu nog uitbundiger, Schenk werd geridderd. Gerechten in de vorm van leeuwen, tijgers, draken en luipaarden, omgeven van pauwen, zwanen, fazanten en kalkoenen, "In hun natuurlijke vederdos, als hun schoonste tooi". Klokkengelui lieten intussen de tonen van overwinning klinken. Na de maaltijd werd er gedanst, gezongen, kunsten en kluchten opgevoerd. Daarna werd nog een avondmaaltijd gebracht met aanvullend steekspelen. Toen werd nog een "allerkostbaarst banket van suikergoed voor de ridders en dames" gebracht. Leicester verzekerde dat voor juli ook Antwerpen en Brugge heroverd zouden worden. Volgens Leicester was Parma nog nooit zo verslagen geweest en nooit zo diep gezonken.

### Komst van Parma

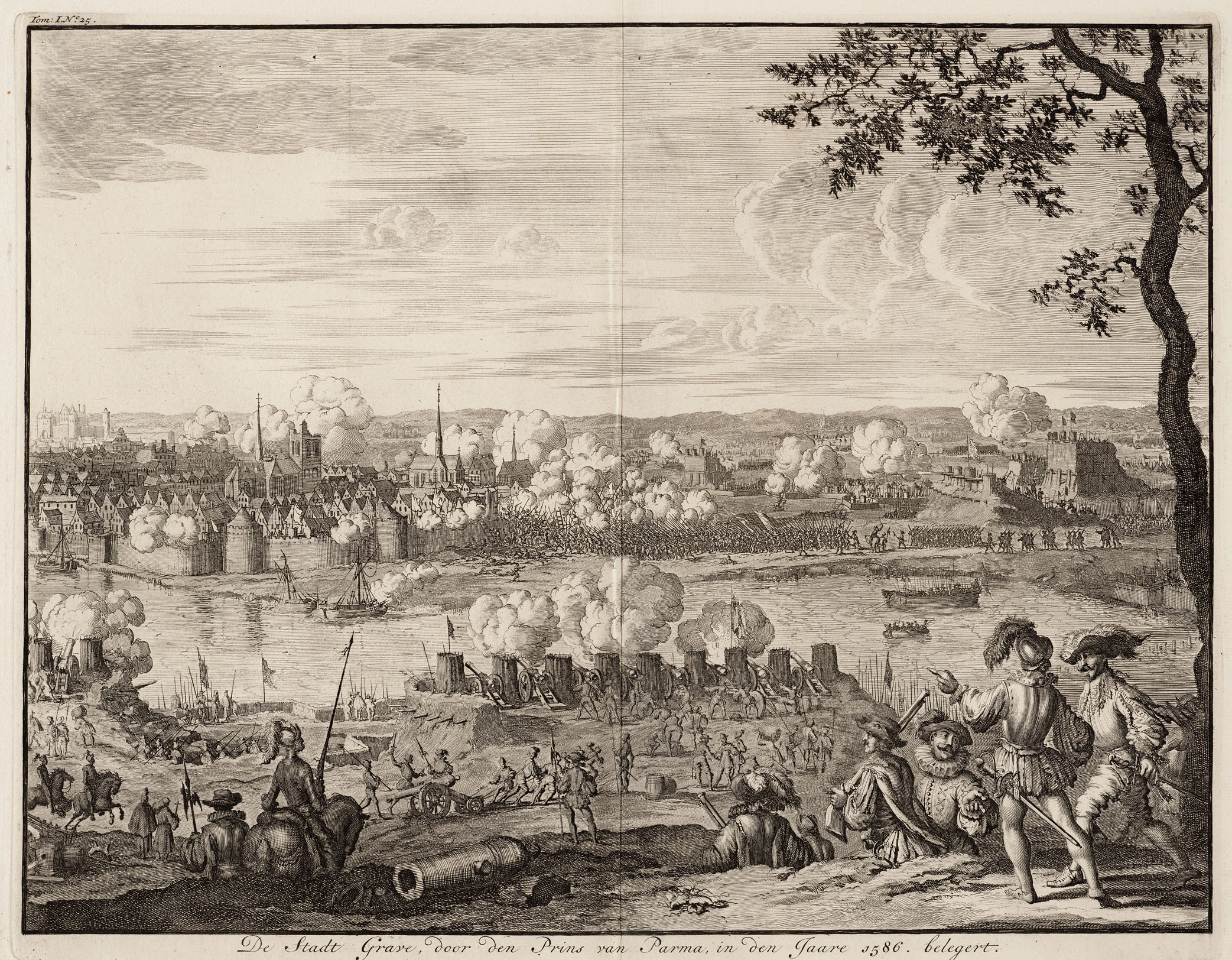
Bresschieten, door Jan Luyken, collectie Amsterdams Historisch Museum

Op 12 mei kwam de prins van Parma persoonlijk naar Grave, hij had zich bij zijn leger gevoegd dat uit drieduizend Spanjaarden en vijfduizend man van allerlei nationaliteiten bestond. Hij had Haultepenne zijn beleg laten onderbreken en terug laten komen uit Neuss, en zodoende zijn leger flink kunnen versterken. Op 8 mei was Leicester in Arnhem. Hij trok echter niet naar Grave maar naar Nijmegen in een poging de prins te stoppen. Parma's aanwezigheid was goed voor het moreel onder de soldaten, nu stond de eer van het Spaanse leger op spel. Op 31 mei waren de approches gereed. Aan de overkant van de Maas liet hij op 5 juni batterijen oprichten waarmee hij de stad liet bestoken met vierentwintig kanonnen en tweeduizend schoten. Er werd een bres geschoten ter voorbereiding van een bestorming. De kerk, de toren en enkele huizen waren bij de beschietingen stuk geschoten.
Op 6 juni overleefde Parma voor de derde keer een aanslag met een kanonskogel. Toen hij op verkenning was, schoot men vanaf de wallen gericht op hem en schoten de achterste helft van zijn paard weg. Even was het muisstil in het Spaanse leger toen Parma op de grond lag. Parma stond op, zag dat de bres goed was en beval tot de aanval over te gaan. Er volgde een woeste bestorming, maar deze werd met een hagelbui aan stenen en brandend pek door de staatsen afgeslagen. De volgende dag liet Parma zijn leger in slagorde opstellen. Dit had tot gevolg dat er grote schrik en paniek binnen Grave uitbrak. Lubbert Torck, de bevelhebber van Grave, was meer om zijn adellijke afkomst in deze functie geplaatst dan om zijn krijgsverleden. Zo dapper als hij was, zo angstig was hij nu. Hij hoorde de vrouwen huilen. Hij liet zich door zijn kapiteins overhalen om de stad over te geven aan Parma. Een meerderheid was voor. Daar kwam bij dat er tussen de burgers en het garnizoen onenigheid was ontstaan. Dus besloot Torck zich over te geven onder voorwaarden.
Parma begreep er niets van, temeer omdat hij vernomen had dat er een groot ontzettingsleger onderweg was naar Grave, maar was altijd bereid om gunstige voorwaarden aan te bieden in dergelijke situaties. Hij ging akkoord. Op 7 juni ging de stad bij verdrag over aan het Spaanse Rijk. De bezetting trok met ontrolde vaandels en slaande trom met hun wapens en bagage, hun vrouwen en kinderen eervol de stad uit. Ze kregen een vrijgeleide tot aan de stad Zaltbommel. Parma vond in de stad leeftocht voor zesduizend man, een jaar lang. De wallen hadden zo weinig te lijden gehad onder de beschietingen, dat hij nog lange tijd nodig zou hebben gehad om een toereikende bres te schieten voor een succesvolle bestorming.

## Nasleep

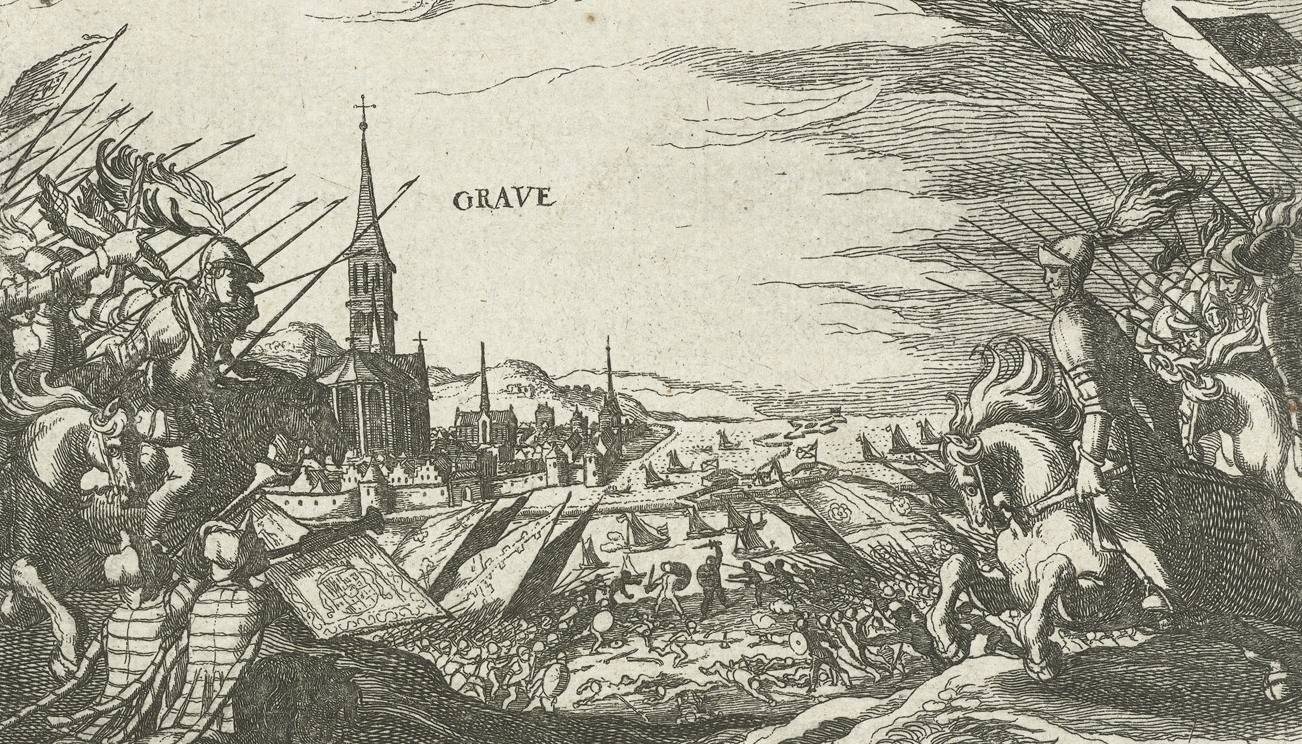
Bestorming van Grave, collectie Amsterdams Historisch Museum

Leicester was onderweg met een ontzettingsleger. Hij had veel tijd verspild met feesten en het innemen van schansen onderweg. Als hij door was getrokken was hij waarschijnlijk op tijd geweest. Op het moment dat hij het leger over de Maas wilde laten verplaatsen hoorde hij het nieuws. Woedend liet hij zijn leger terugtrekken en sloeg zijn kwartier in de Bommelerwaard. Torck en het garnizoen uit Grave sloten zich bij hem aan.

### Terechtstelling
Herenigd met de Staatse troepen werden Torck en zijn officieren meteen in hechtenis genomen en naar Utrecht gebracht. Daar werden hij en zijn officieren in een krijgsraad op 27 juni ter dood veroordeeld. Op 28 juni werd hij naar het schavot gebracht. Hij verklaarde in het Nederlands en het Frans dat hij onschuldig was aan verraad. Dat het gehuil van vrouwen en kinderen, het jammeren van de burgers hem angstig hadden gemaakt. De Raad achtte hem niet schuldig aan verraad, maar vond wel dat hij door lafheid en onervarenheid te snel de stad had opgegeven "door onervareniheyt in 't feit van oorloge". Wat hij, zijn vrienden en familie allemaal inbrachten ter verdediging deed er niet toe, hij was in de ogen van Leicester schuldig. Hij werd staande onthoofd. Zijn kapiteins Duvant, Dionys en Koeboeckum zouden worden gewurgd. Dionys die ook schuldig verklaard was, kreeg onverwachts gratie van Leicester, onder onduidelijke redenen en ontsprong zijn noodlot. Hohenlohe was woedend op Leicester, een landgenoot van hem (kapitein Moore) had Aalst verkocht aan Parma, maar werd niet terechtgesteld wegens verraad, maar nota bene in dienst gesteld als persoonlijke lijfwacht van Leicester. Maar nu het een Nederlander betrof kwam er een doodstraf aan te pas. Er volgden nog veel meer beschuldigingen aan het adres van Leicester, hij zou heimelijk met koningin Elizabeth afspraken met Parma hebben gemaakt, het zou er uiteindelijk toe leiden dat hem in 1587 het bevel over het leger werd ontnomen en hij gedwongen was om de Nederlanden te verlaten.

### Vertrek van Parma
Parma had intussen Grave bezet met drie vendels Spanjaarden en een vendel Duitsers. De Spanjaarden zouden de verdediging de komende jaren nog verbeteren en daarna tot een van de sterkste vestingen in Nederland behoren. Daarna liet hij zijn leger over de Rijn trekken. Daar hielden Schenk, Kloet en andere Staatsgezinden de omgeving in een voortdurende staat van onrust. Eerder dat jaar had de graaf van Nieuwenaar de stad Neuss ingenomen, waar Herman Kloet nu het bevel voerde. Ernst van Beieren was vermomd naar Parma gegaan. Hij had bij Parma aangedrongen hoe belangrijk het was die stad te heroveren. Zij was volgens hem een vrijhaven geworden voor ketters, bandieten en opstandelingen. Begin juli stond Parma met een leger van achtduizend man voetvolk en tweeduizend ruiters voor Neuss. De slag raakte daarna bekend als het bloedbad van Neuss. Parma ontsnapt wederom aan een aanslag op zijn leven als men onverwachts op hem begint te schieten. Hij liet zijn soldaten uitrazen. Waar hij tot nu tot een zachte hand had gevoerd in zijn krijgsbeleid vielen nu met harde hand meer dan vierduizend doden en bleven daar slechts acht huizen overeind staan. Grave zou onder Spaans bestuur blijven tot 18 juli 1602.. Vanaf die dag zullen de staatsen onder leiding van prins Maurits gereed Grave gaan belegeren.

### Legpenning

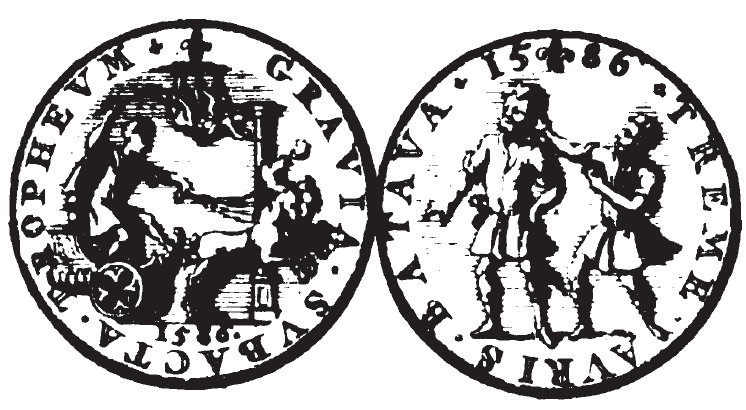
De legpenning ontworpen door Jacob Jonghelinck zoals weergegeven door Gerard Van Loon

Het was destijds niet ongebruikelijk om triomfpenningen te laten slaan na afloop van belegeringen. Deze werden dan meestal binnen intieme kringen geschonken. Het was een oude traditie die uit Italië was overgewaaid. Een jaar na het beleg van Grave werd een legpenning uitgebracht ter grootte van een gulden. De penning werd geslagen ter ere van Parma vanwege zijn overwinning op Grave. Op de voorkant staat Parma afgebeeld op een zegewagen. Hij is met een grote haast zijn paarden aan het opdrijven. Dit symboliseert dat hij door het zetten van spoed achter het beleg, Grave succesvol heeft ingenomen. Het randschrift luidt: "GRAVIA SUBACTA TROPHEUM" (Zegepraal over het veroveren van Grave). Op de achterkant staat een Hollander die door een Spanjaard aan zijn oor wordt getrokken. Het randschrift luidt: "TREME AURIS BATAVA". (Beef, botte Hollander.)